# Вуколај Радоњић
Вуколај Јованов Радоњић (Његуши, око 1770 — Котор, 30. мај 1832) је био посљедњи црногорски гувернадур.

## Живот
Школовање је завршио у Племићкој академији у Шклову (данашња Белорусија) отвореној 1778. године, где је стекао и титулу кавалијер и добио Орден Свете Ане. Такође је био носилац ордена Св. Георга, као и неких наследних титула. Био је ожењен Станом Вуковом Петровић (Његуши, око 1775 — Котор 28. септембар 1855). Још за живота његовог оца гувернадура Јована Радоњића вршио је дужност гувернадура (1798—1799) и као гувернадур био члан црногорске Народне скупштине, као и његов брат од стрица — протопоп Станко Радоњић. Био је и нахијски судија од 23. септембра 1799. године. Такође, био је и председник Сената старих што је у том тренутку значило врховну власт са којом је имао право и да у сваком моменту може да распусти Сенат.
За гувернадура је формално изабран 15. маја 1804. године на општенародној скупштини, две године после смрти свога оца. На Уговору проглашења уједињења између Боке и Црне Горе у Доброти, 29. октобра 1813. године поред потписа владике Петра I стоји потпис гувернадура Вуколаја Радоњића у име целе Црне Горе и Брда, као и осталих главара других општина.
Вуколај је командовао са одредом од 3.000 људи у боју код утврде Тројице-Котор у протјеривању Наполеонових војника.
Под оптужбом да је са својим братом Марком чинио разне преступе и пркосио владики Петру II да врати општецрногорски печат који је припадао његовом оцу гувернадуру Јовану, дана 16. јануара 1832. године био је изведен пред суд и осуђен да се он и брат метну у окове и затворе у пећини Цетињског манастира (касније по њима названој Губернадурица), а 32 члана њихове породице протерају на аустријску територију (Котор), од којих је шесторо њих било убијено у својим кућама јер их нису хтели напустити. Имовина им је била заплењена и подељена, а куће запаљене и срушене до темеља. Од камена њихових кућа је и данас изграђена половина кућа на Његушима, као и школа. Од њих је још тражено да продају сву своју имовину и у Приморје, иначе све дотле Вуколај и Марко неће бити пуштени из тамнице (Писмо Његоша аустријским властима у Котор са захтевом да се присиле Радоњићи на продају своје имовине у Приморју, а на које которске власти шаљу негативан одговор на непримерен захтев владике). Пошто је се Вуколај разболео, 20. априла 1832. пуштен је у Котор, гдје је у ноћи између 29. и 30. маја у которској болници и умро од последица тамновања на Цетињу. Портрет Вуколаја Радоњића (уље на платну) налази се у Народном музеју Београд.